# 霍伊·溫特
霍華德·托馬斯·溫特（英語：Howard Thomas Winter，1929年3月17日—2020年11月12日）是一名美國黑幫分子，他也是冬山幫的首領。

## 早年
溫特於1929年3月17日出生在美國麻省的波士頓。他有德國和愛爾蘭血統。

## 愛爾蘭黑幫
溫特是幫派創始人詹姆斯·麥連的得力助手，當麥連在1965年的愛爾蘭黑幫戰爭中被殺時，他與喬·麥當勞一起接管了幫派的勾當生意。1979年，溫特、麥當勞和冬山幫的其他成員因「操縱賽馬」指控而被捕並被起訴。隨後，詹姆斯·「白毛」·巴爾傑取代溫特成為幫派的老大。
溫特於1987年出獄並遷往聖路易斯，在那裡他與幫派同伴James "Gentleman Jim" Mulvey有聯繫，而Mulvey是雷蒙德·帕特里亞爾卡的親密朋友。1993年，他在交易可卡因時被抓。當聯邦調查局（FBI）告知他巴爾傑多年來一直是線人，並向溫特提出交易，如果他願意告發巴爾傑的話，但溫特拒絕了交易，並告訴聯邦調查局Mulvey已經告發他，而他不是「叛徒」，盡管他還要面臨十年的牢獄之災，但他在2002年7月出獄。

## 晚年
出獄後，溫特在他位於米爾伯里的家中擔任物業經理。2012年，溫特因被指控向兩個人敲詐勒索金錢而被捕。他認罪並被判處緩刑。

## 逝世
溫特於2020年11月12日在米爾伯里的家中因心臟病發作而去世，享年91歲。

## 外部連結
- "Profile: Howie Winter" （页面存档备份，存于）, in Howie Carr's Encyclopedia of Boston Mobsters
- "A Round Up of the Usual Suspects" （页面存档备份，存于） by John William Tuohy at www.americanmafia.com
- YouTube上的Interview with Howie Winter